# Pintor de Codro

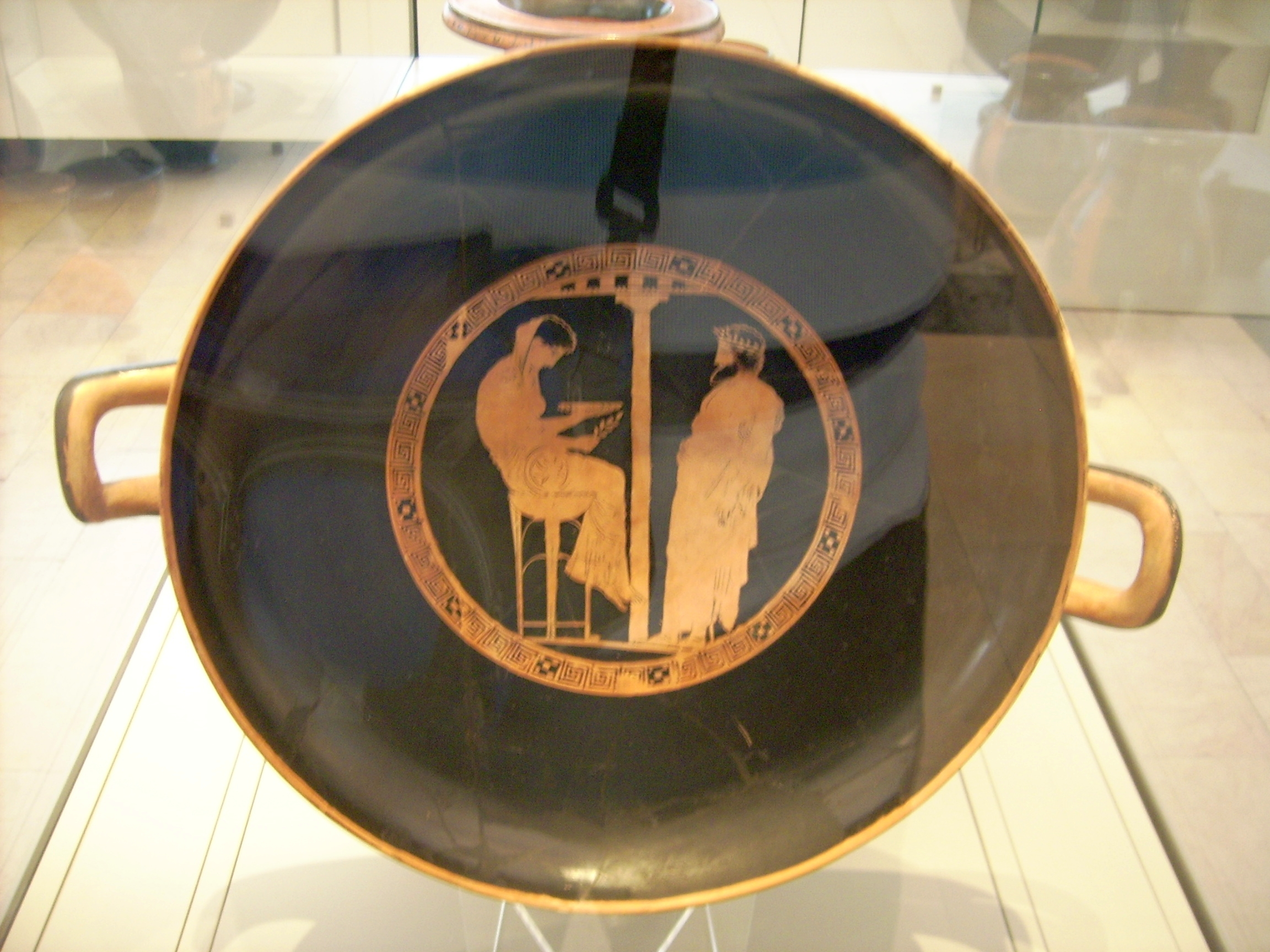
Egeo consultando a la Pitia. Kílix, 440-430 a. C., Antikensammlung Berlin.

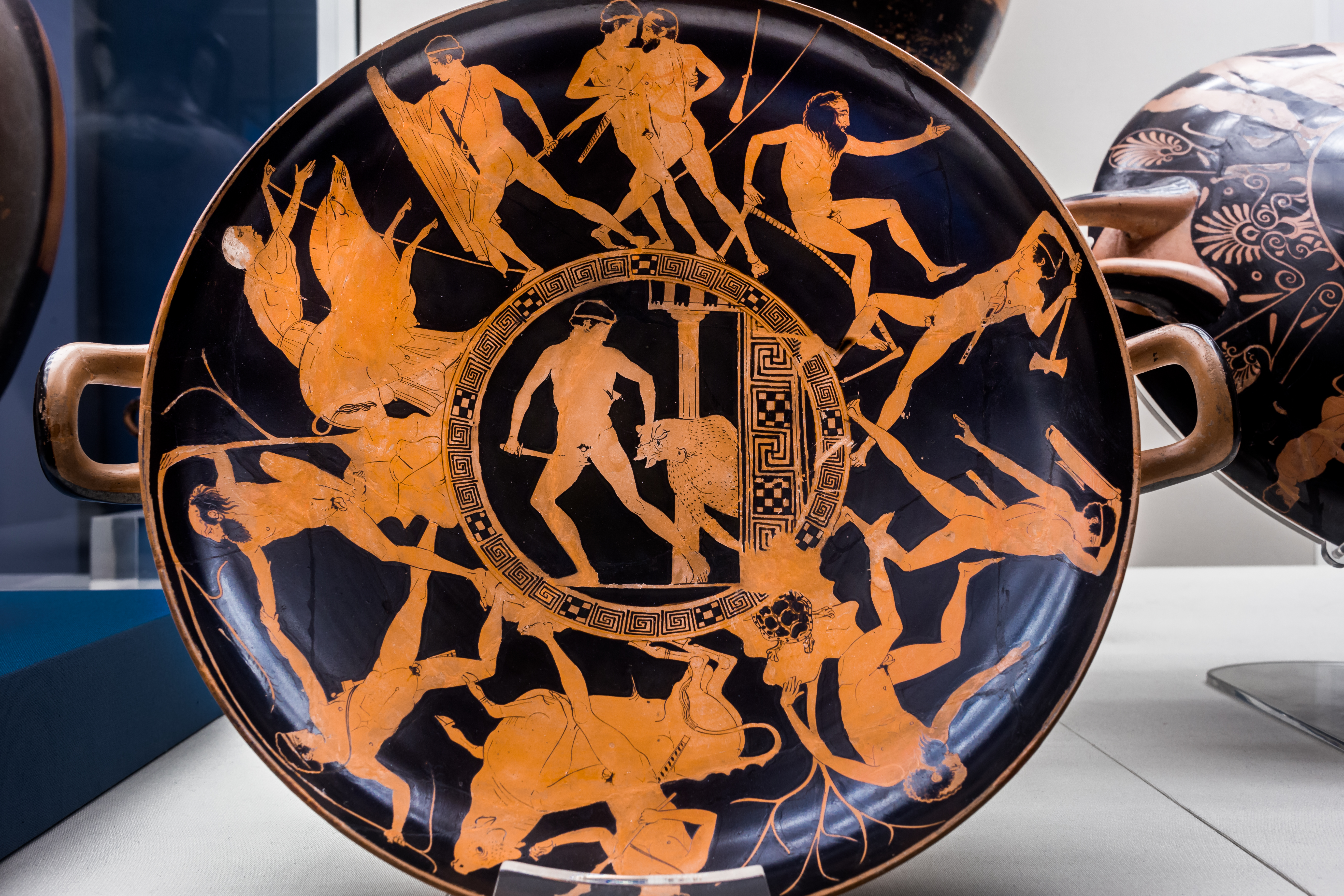
Kílix ático de figuras rojas, que representa las hazañas de Teseo, c. 440 – 430 a. C., Museo Británico E 84, Londres.

El Pintor de Codro era un pintor ático de vasos de figuras rojas, activo aproximadamente desde el 445 hasta el 430 a. C.
Recibió su nombre convenido del arqueólogo clásico británico John Beazley debido a una representación del mítico rey del Ática Codro en un kílix de  pintado por él que se conserva en Bolonia, Museo Civico Archeologico Inv. PU 273. En la escena dentro de esta copa (en el tondo), se representa a Éneto y Codro, el último rey de Atenas, partiendo hacia la batalla. En el exterior de la copa hay dos escenas más que representan a los héroes que parten: Teseo y Forbas, y Áyax el Grande con Menesteo. En ambos casos, su partida es seguida por figuras estrechamente asociadas con Atenas: Egeo, Medea y Etra en la cara A, Lico, Atenea y Mélite (una joven) en la cara B (todas las figuras están marcadas con inscripciones). Esta copa fue decorada alrededor del 430 a. C., durante la guerra del Peloponeso (431 – 404 a. C.), cuando muchos atenienses participaban en campañas militares.
Pintó exclusivamente kílices (sobre todo del tipo B) en respuesta a la demanda del mercado etrusco, hacia donde se dirigían a menudo sus exportaciones. En sus copas los temas favoritos son héroes y mitos del Ática, escenas dionisíacas, atletas, jóvenes y guerreros.
Predominan las escenas atléticas, muchas de ellas impactantes, como el kílix de figuras rojas de Londres (Museo Británico E 94) en el que un luchador derriba a su oponente. También representó a atletas fuera de la arena, como la escena de otra copa londinense (Museo Británico E 83) en la que los atletas se agarran el pelo. Otras de sus copas representan a jóvenes y guerreros que parten. El kílix de figuras rojas de Cambridge (Museo Fitzwilliam GR 2-1977) muestra en su exterior un efebo envuelto en una capa (en un himatión) rodeado de sátiros que sostienen diversos objetos en sus manos, incluyendo una copa, algunos de los cuales (tablillas de escritura y aparatos de gimnasia) seguramente pertenecieron a un niño. Esta escena puede provenir de una obra satírica, pero también refleja la vida en una calle ateniense.
Sus también incluyen episodios mitológicos, algunos de ellos tradicionales y heroicos, como "La caza del jabalí de Calidón" (Staatliche Antikensammlungen 25381, Berlín). La escena mitológica de su copa londinense (Museo Británico E 82) representa a varias parejas de deidades en un simposio (cuidadosamente distinguidas por inscripciones). Zeus y Hera, Poseidón y Anfitrite, Dioniso y Ariadna, Ares y Afrodita, colocados según el patrón típico de los festines de héroes y muertos, están dispuestos en círculo (en el exterior de la copa) alrededor de Hades y Perséfone, quienes probablemente, no por casualidad, ocupan un lugar de honor en el interior de la copa. Que los gobernantes del inframundo estén aquí conectados de forma privilegiada con la idea de un banquete no es sorprendente si imaginamos el complejo de tradiciones que reconocían la existencia de una mesa tan ricamente puesta en el Hades que transformaba el más allá en una verdadera tierra de abundancia.
Otros vasos suyos se realzan con elementos peculiares. Por ejemplo, en una copa procedente de Londres (Museo Británico, E 84), se representan los mismos seis actos de Teseo alrededor del tondo y en el exterior, pero donde la pose del héroe se invierte, creando un divertido efecto tridimensional al ser visto desde arriba (la representación más innovadora del tondo es donde Teseo no mata al Minotauro, sino que saca su cadáver del laberinto). De particular interés son sus representaciones de la mitología ática, como el Nacimiento de Erictonio (Antikensammlungen 2537, Berlín) y el complejo y oscuro mito de Telamón y Eribea (Antikenmuseum und Sammlung Ludwig: BS432, Basilea). Este énfasis en los temas atenienses lo convierte en un precursor significativo de artistas como el Pintor de Midias de finales del siglo V a. C.

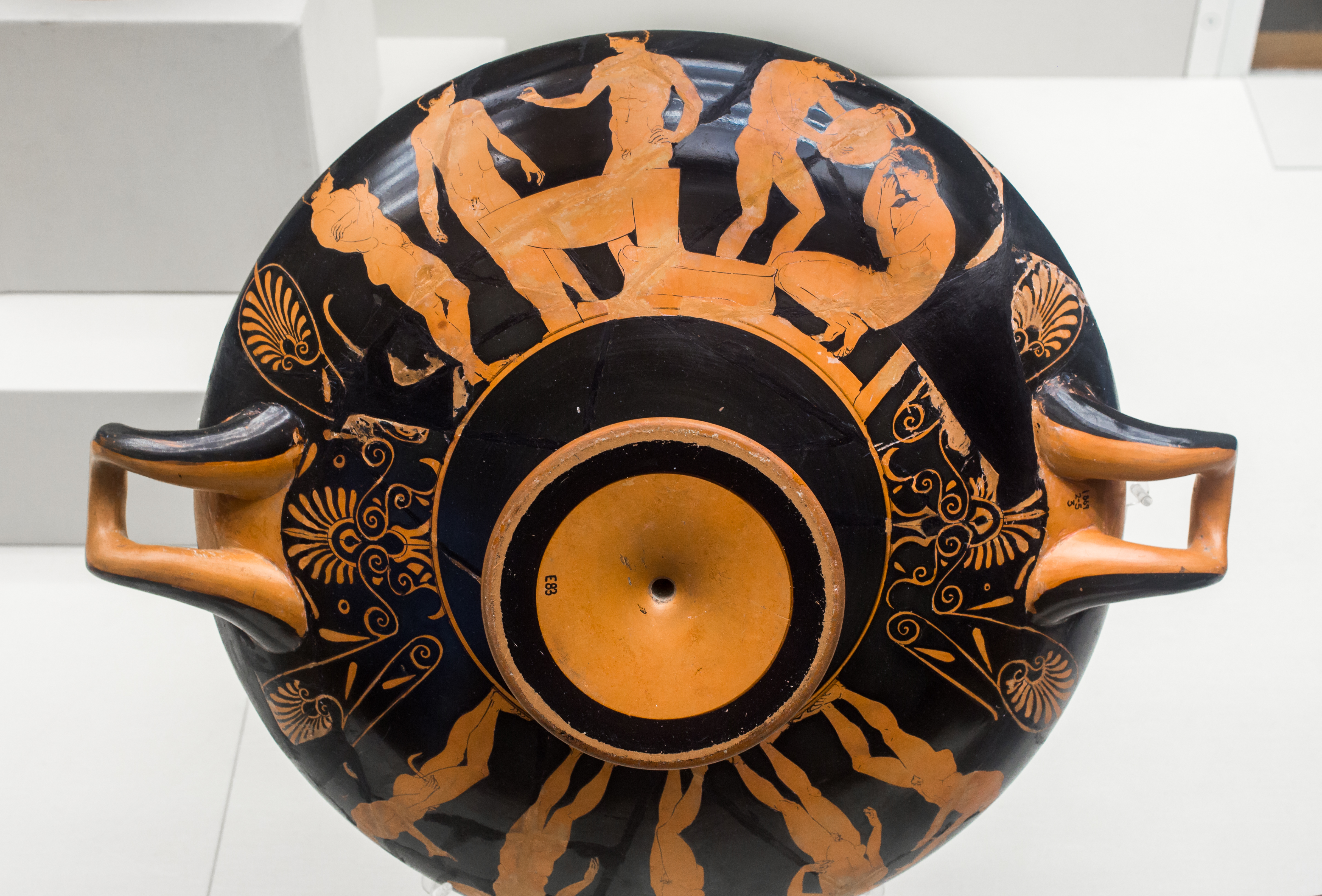
Kílix ático de figuras rojas, jóvenes atletas lavándose, c. 430 a. C., Museo Británico E 83, Londres
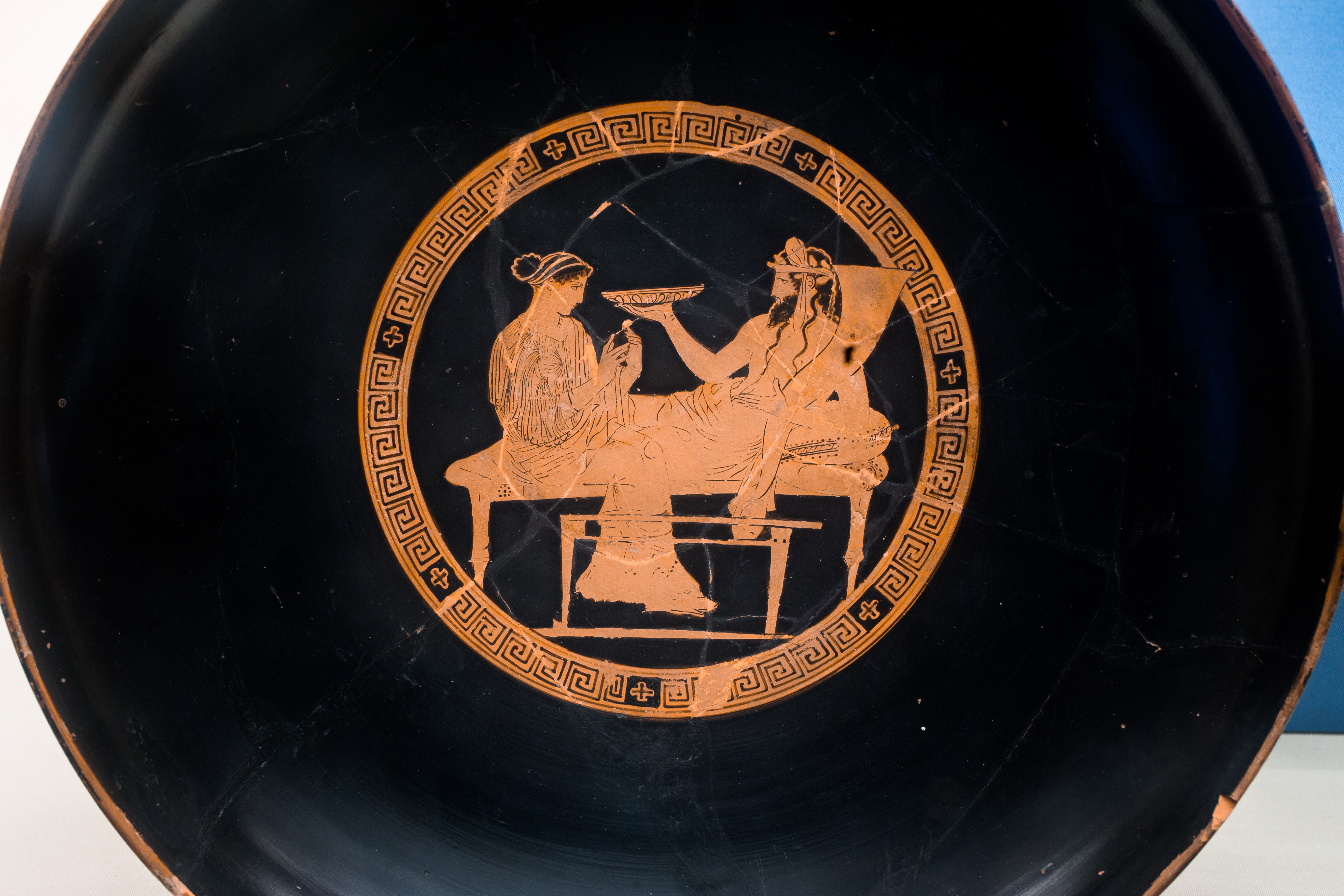
Kílix ático de figuras rojas, Hades y Perséfone festejando en un simposio, Museo Británico E 82, Londres
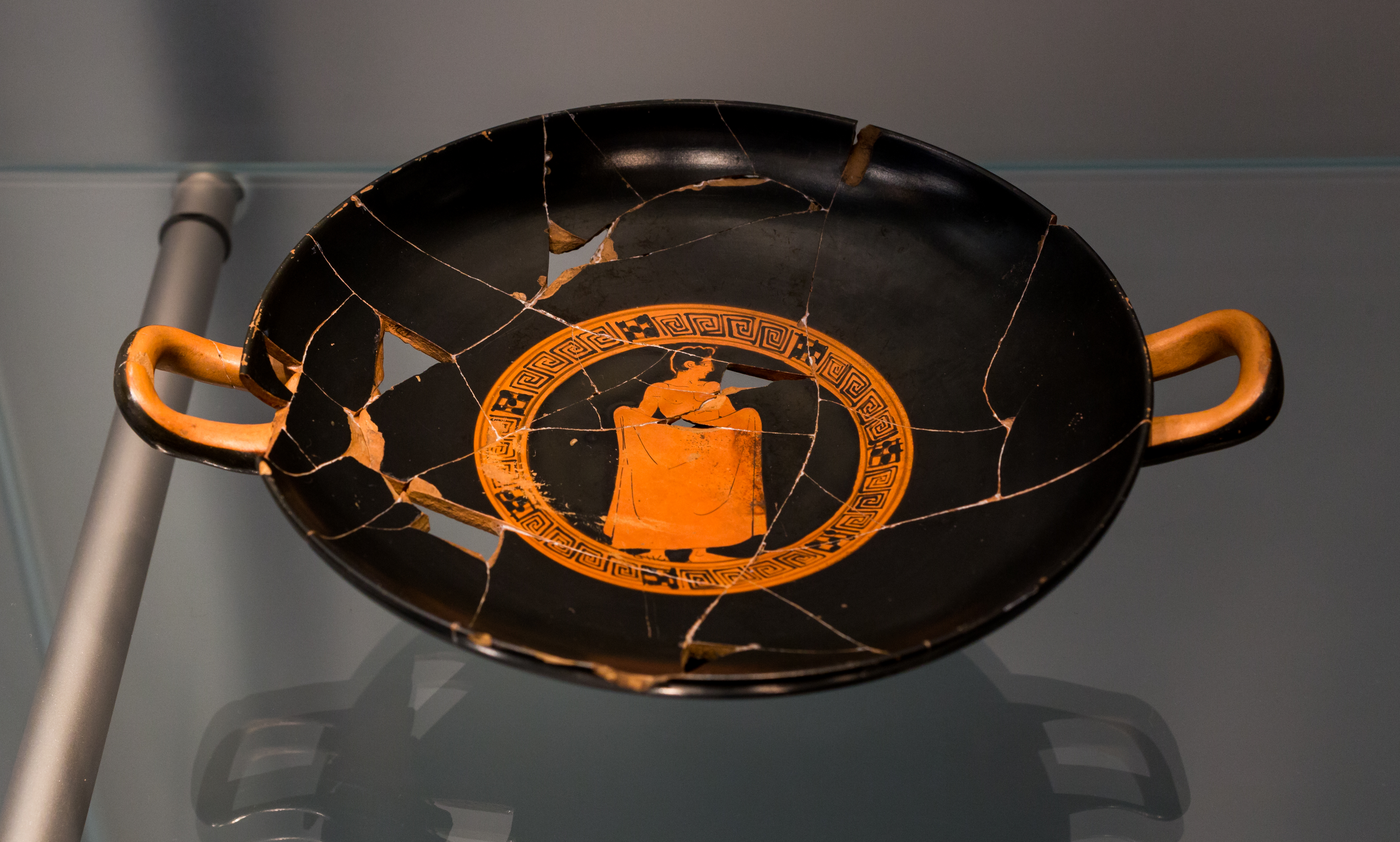
Kílix ático de figuras rojas, un joven plegando su himatión, ca. 430-425 a. C.
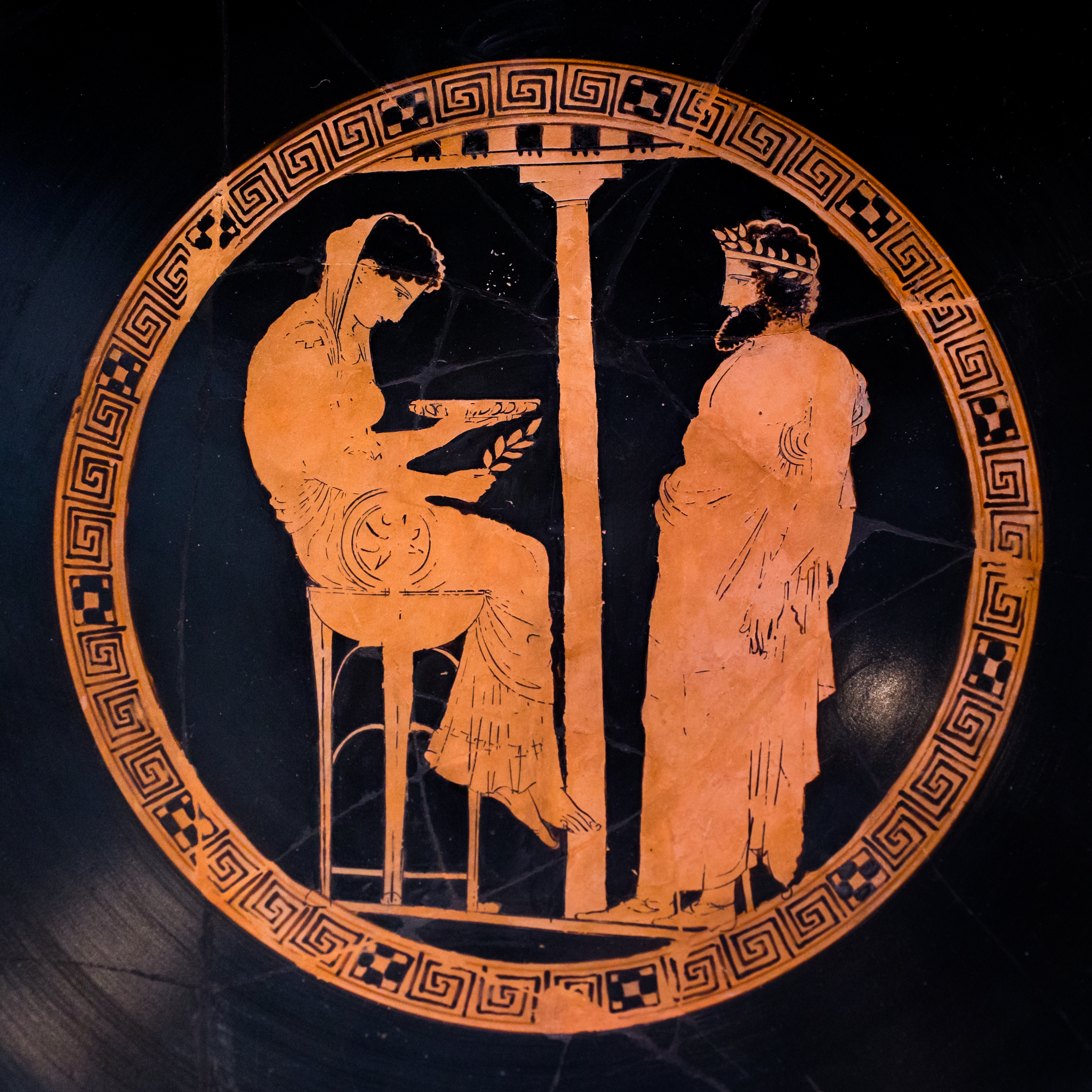
Kílix ático de figuras rojas, El rey Egeo se reúne con la Pitia, Altes Museum - F 2538, Berlín
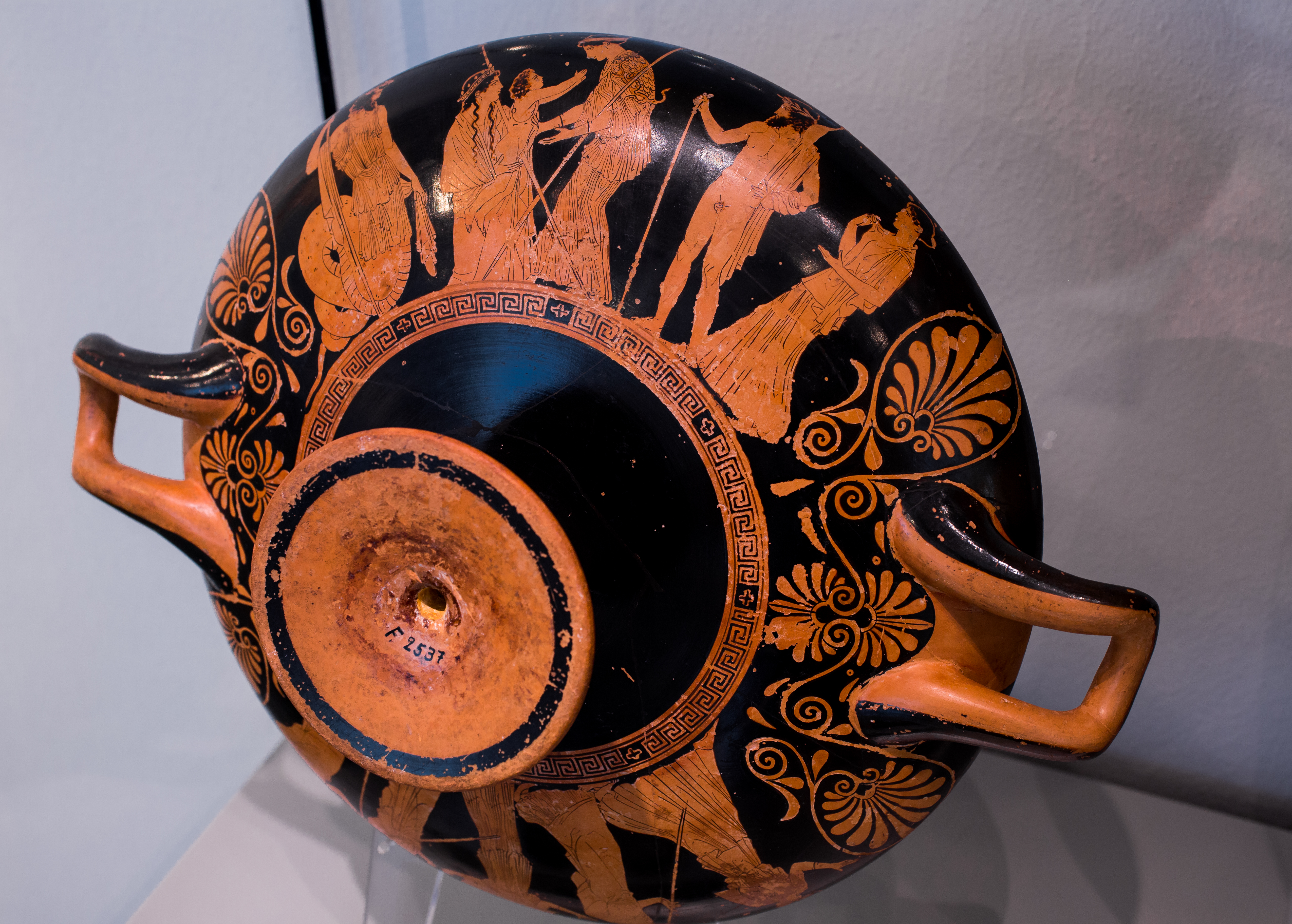
Kílix ático de figuras rojas, Eos y Céfalo - nacimiento de Erictonio, Altes Museum (Antikensammlung) F 2537, Berlín